# 1856
1856 (MDCCCLVI) byl rok, který dle gregoriánského kalendáře započal úterým.

## Události
- 30. března – Na Pařížském kongresu uzavřely Rusko, Osmanská říše, Spojené království, Francie a Sardinské království Pařížskou mírovou smlouvu, která ukončila tři roky trvající Krymskou válku. Oslabila ruský vliv v regionu a Černé moře se stalo neutrálním územím.
- Alandské konvence – Smlouva mezi Francií, Velkou Británií a Ruskem o demilitarizaci Aland
- britská Východoindická společnost obsadila Oudhu
- Pretoria se stala hlavním městem Transvaalu. Provincie Natal se stala korunní kolonií.

### Probíhající události
- 1817–1864 – Kavkazská válka
- 1850–1864 – Povstání tchaj-pchingů
- 1853–1856 – Krymská válka

## Vědy a umění
- Rakouský fotograf Andreas Groll pořídil vůbec nejstarší fotografie Prahy a dalších českých měst.
- Česká spisovatelka Božena Němcová vydala povídku Divá Bára.
- V pruském Lešně byl nalezen spis Jana Amose Komenského Informatorium školy mateřské.
- V časopise Revue de Paris vyšel na pokračování první román Gustava Flauberta Paní Bovaryová.
- V údolí Neandertal poblíž Düsseldorfu byly objeveny kostní fragmenty, které později vedly k identifikaci předchůdce moderního člověka, známého jako Homo neanderthalensis.

## Narození

### Česko

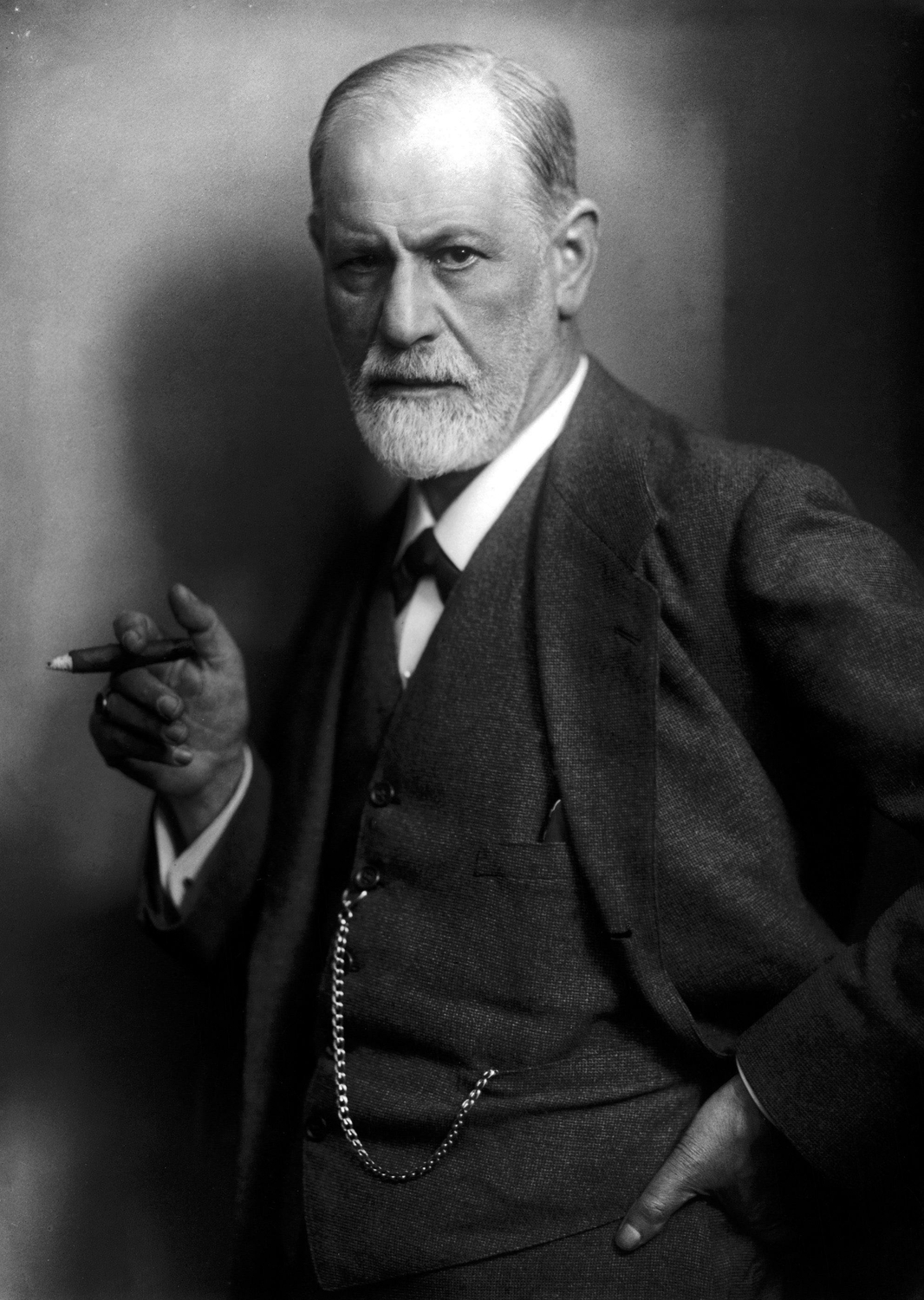
Sigmund Freud (* 6. května)

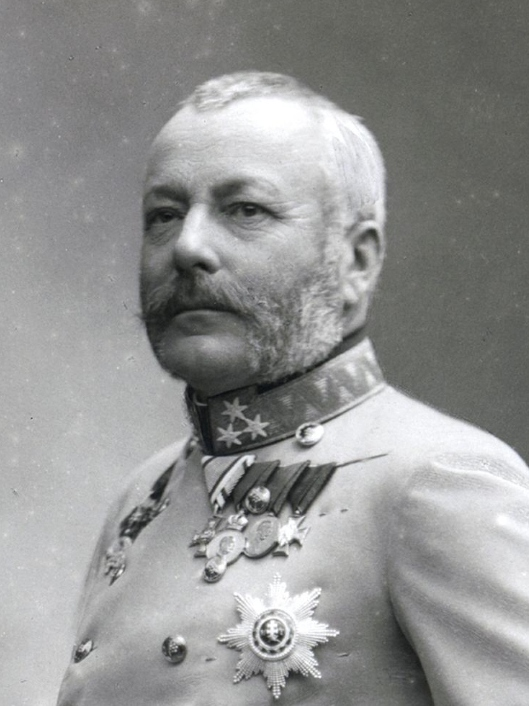
Bedřich Rakousko-Těšínský (* 4. června)

- 9. ledna – Alois Provazník, varhaník a skladatel († 31. ledna 1938)
- 6. února – Romuald Dubový, advokát, básník a překladatel († 22. srpna 1896)
- 9. února – Helena Veverková-Winandová, divadelní herečka († 22. března 1883)
- 24. února – Mathias Zdarsky, malíř, sochař a průkopník alpského lyžování († 20. června 1940)
- 25. února – Václav Veverka, československý politik († 14. listopadu 1924)
- 3. března – František Josef Thomayer, zahradní architekt († 18. února 1938)
- 12. března – Jozef Chládek, hudební skladatel († 25. března 1928)
- 13. března – Josef Ort, podvodník a defraudant († 22. března 1902)
- 14. března
  - Otakar Georgius Paroubek, spisovatel, kartograf, dramatik a cestovatel († 4. dubna 1909)
  - Julius Petschek, bankéř († 22. ledna 1932)
- 4. dubna – Albert Vojtěch Velflík, rektor ČVUT († 11. listopadu 1920)
- 18. dubna – Jindřich Janotta, slezský politik a podnikatel († 12. května 1944)
- 29. dubna – František Albert, chirurg a spisovatel († 22. července 1923)
- 30. dubna – Jindřich Hartl, varhaník, skladatel a dirigent († 11. září 1900)
- 4. května – Samo Daxner, československý advokát a politik († 27. dubna 1949)
- 11. května – Jan Vilím, fotograf a grafik († 31. července 1923)
- 12. května – Emil Kozánek, hudební organizátor, hudebník a advokát († 31. října 1927)
- 18. května – František Hlávka, československý politik († 22. dubna 1946)
- 6. června – Jan Vejrych, architekt († 24. června 1926)
- 26. června – Jan Janošík, profesor anatomie a histologie († 8. května 1927)
- 12. června – Gustav Gross, železniční odborník, manažer a politik († 23. února 1935)
- 19. června – Vladimír Srb, právník a politik († 11. května 1916)
- 27. července – Vítězslav Houdek, právník a spisovatel († 1. června 1916)
- 13. srpna – Lev Lerch, malíř († 6. května 1892)
- 14. srpna – Franz Peschka, sudetoněmecký statkář a politik († 30. dubna 1908)
- 22. srpna – Moritz Vetter-Lilie, moravský šlechtic, rakouský a československý politik († 7. září 1945)
- 9. září – Vincenc Hrubý, český šachový mistr († 16. července 1917)
- 4. října – Karel Thir, historik, archivář († 4. dubna 1931)
- 11. října – Leopold Sviták, automobilový vynálezce († 10. prosince 1931)
- 20. října – František Josef z Auerspergu, podnikatel († 19. listopadu 1938)
- 15. listopadu – Josef Kadlčák, československý politik († 27. dubna 1924)
- 29. listopadu – Václav Roštlapil, architekt († 23. listopadu 1930)
- 7. prosince
  - Josef Fanta, architekt, návrhář nábytku, malíř († 20. června 1954)
  - Josef Sakař, architekt († 15. ledna 1936)
- 13. prosince – Josef Šlechta, kanovník katedrální kapituly u sv. Štěpána v Litoměřicích († 8. července 1924)
- 15. prosince – Karl Heinrich Alberti, pedagog a kronikář Aše († 1953)
- 24. prosince
  - Juraj Janoška, československý biskup a politik († 27. ledna 1930)
  - Ján Vanovič, československý politik († 4. září 1942)
- 29. prosince – Karel Lustig, spisovatel a publicista († 5. dubna 1924)
- neznámé datum
  - Karel Weinbrenner, architekt († 1942)
  - František Zenker, ministr zemědělství Předlitavska († 3. března 1925)
  - Antonín Masák, učitel a historik († 1916)

### Svět

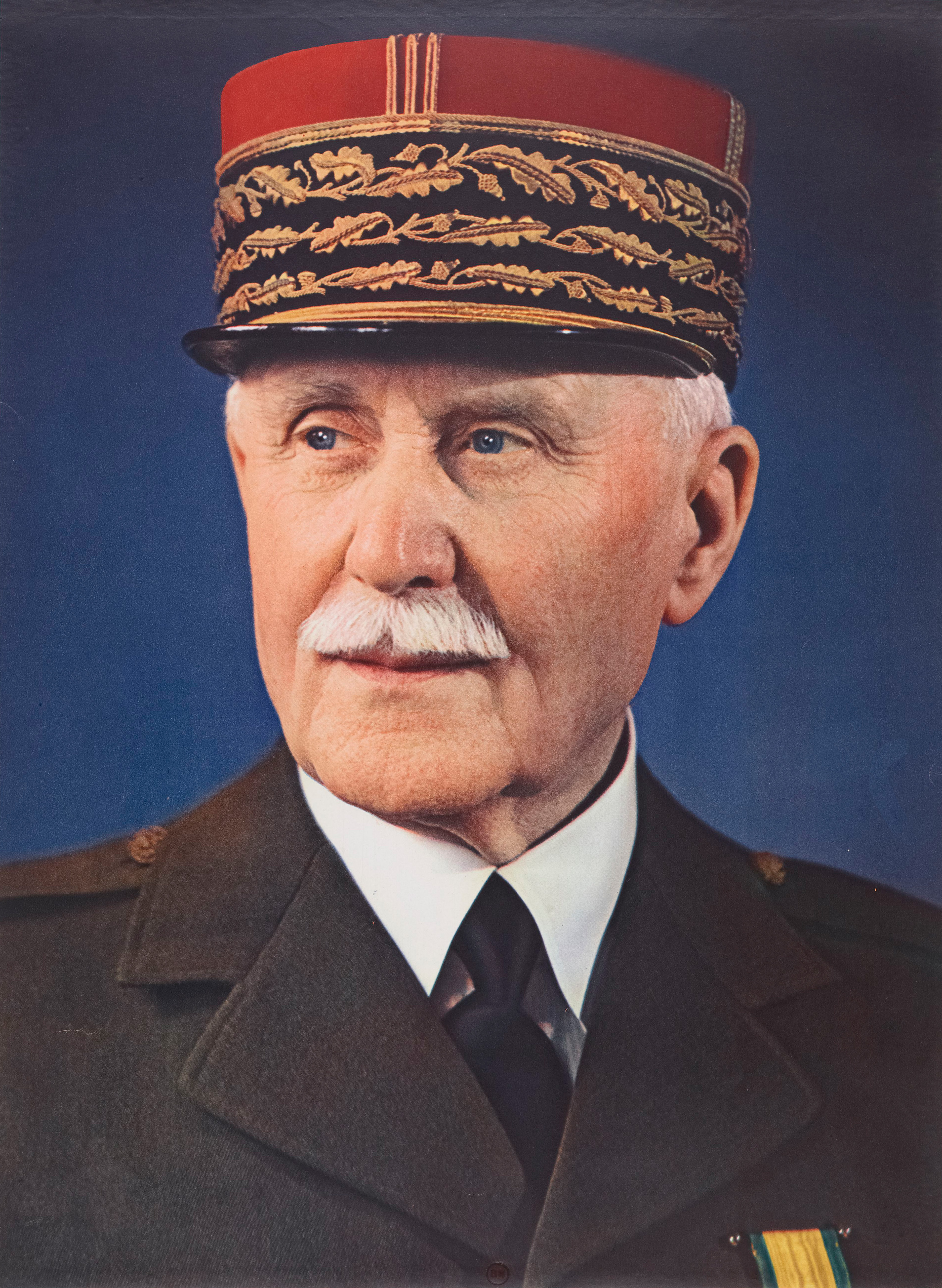
Philippe Pétain (* 24. dubna)

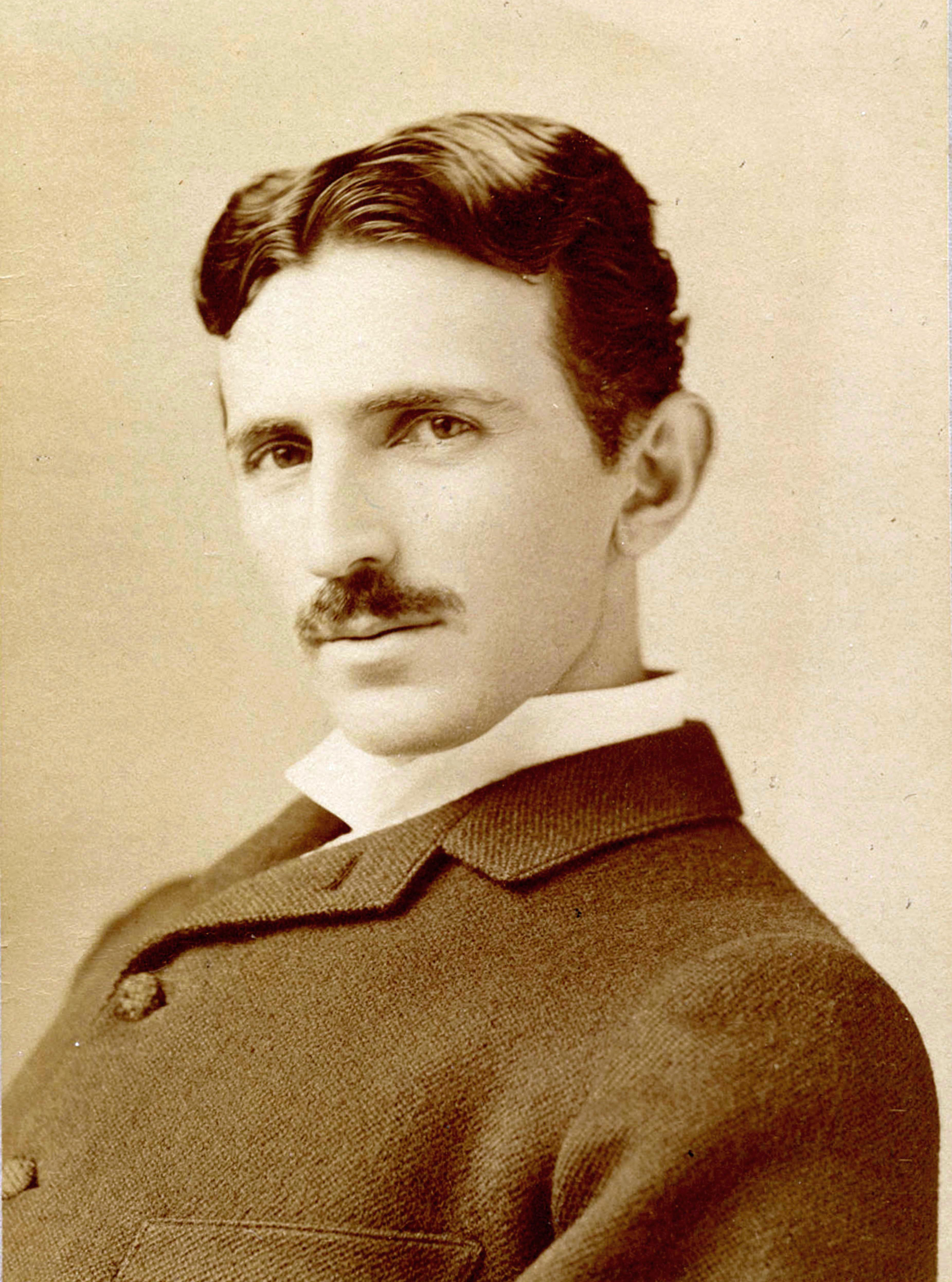
Nikola Tesla (* 10. července)

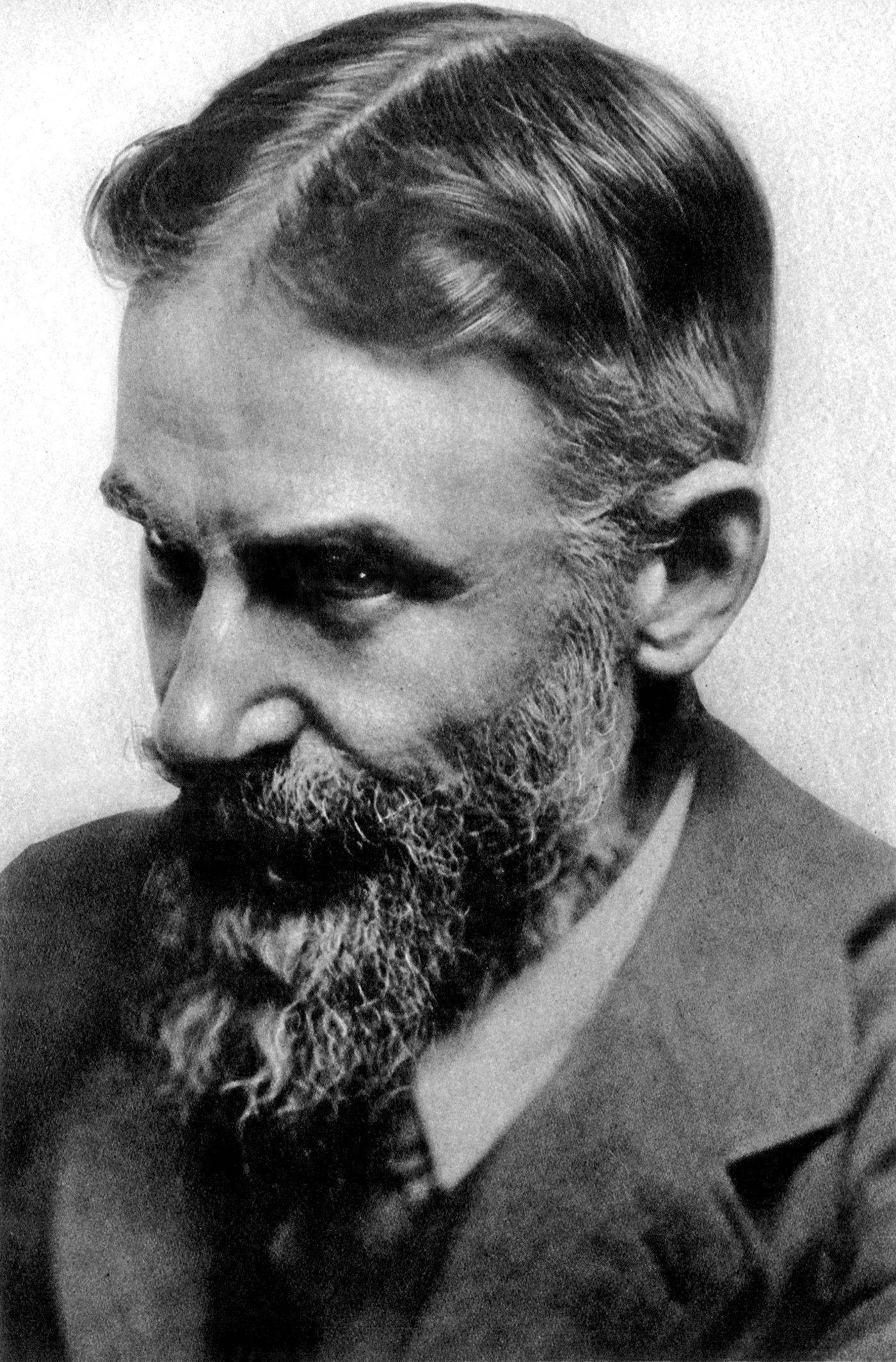
George Bernard Shaw (* 26. července)

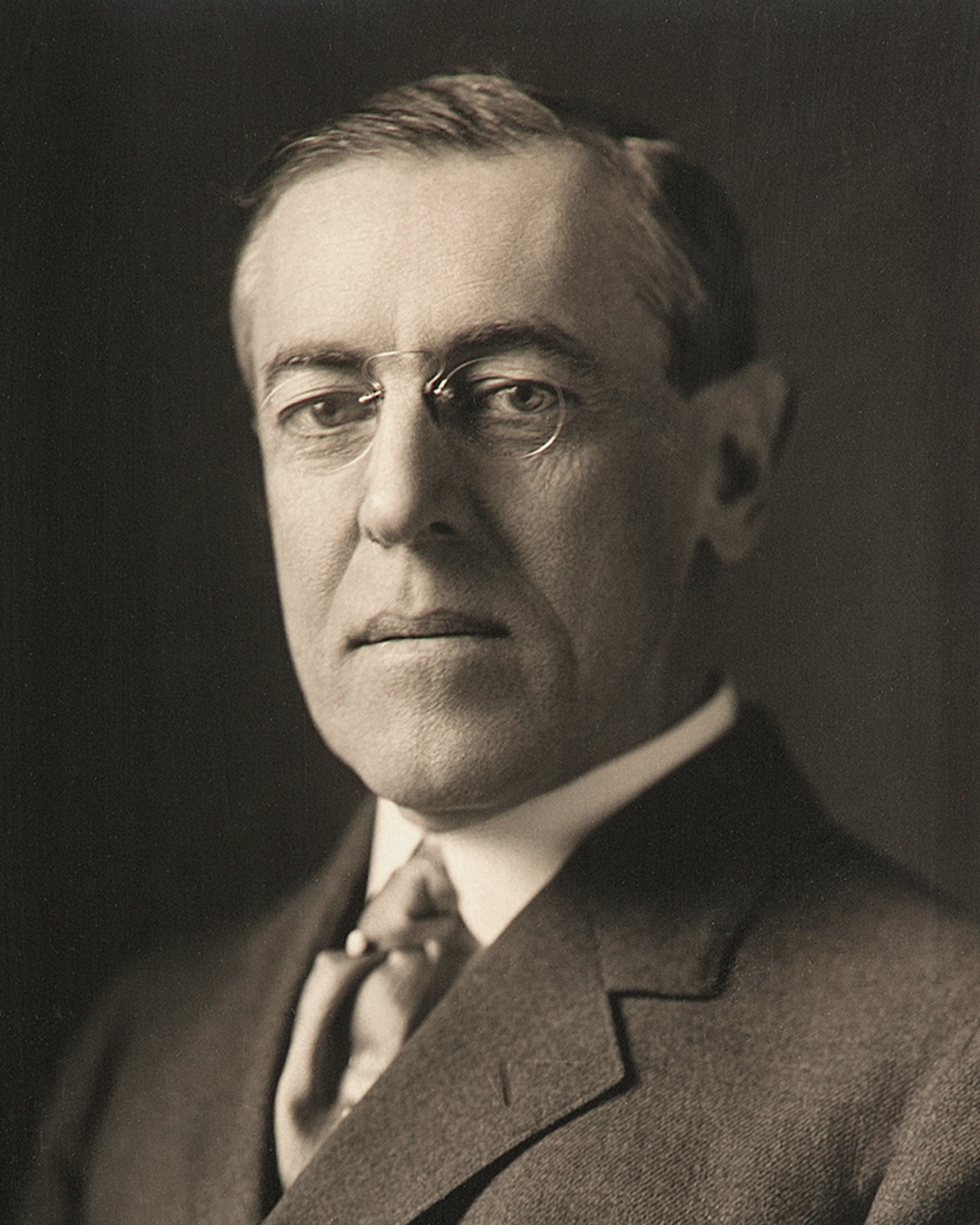
Woodrow Wilson (* 28. prosince)

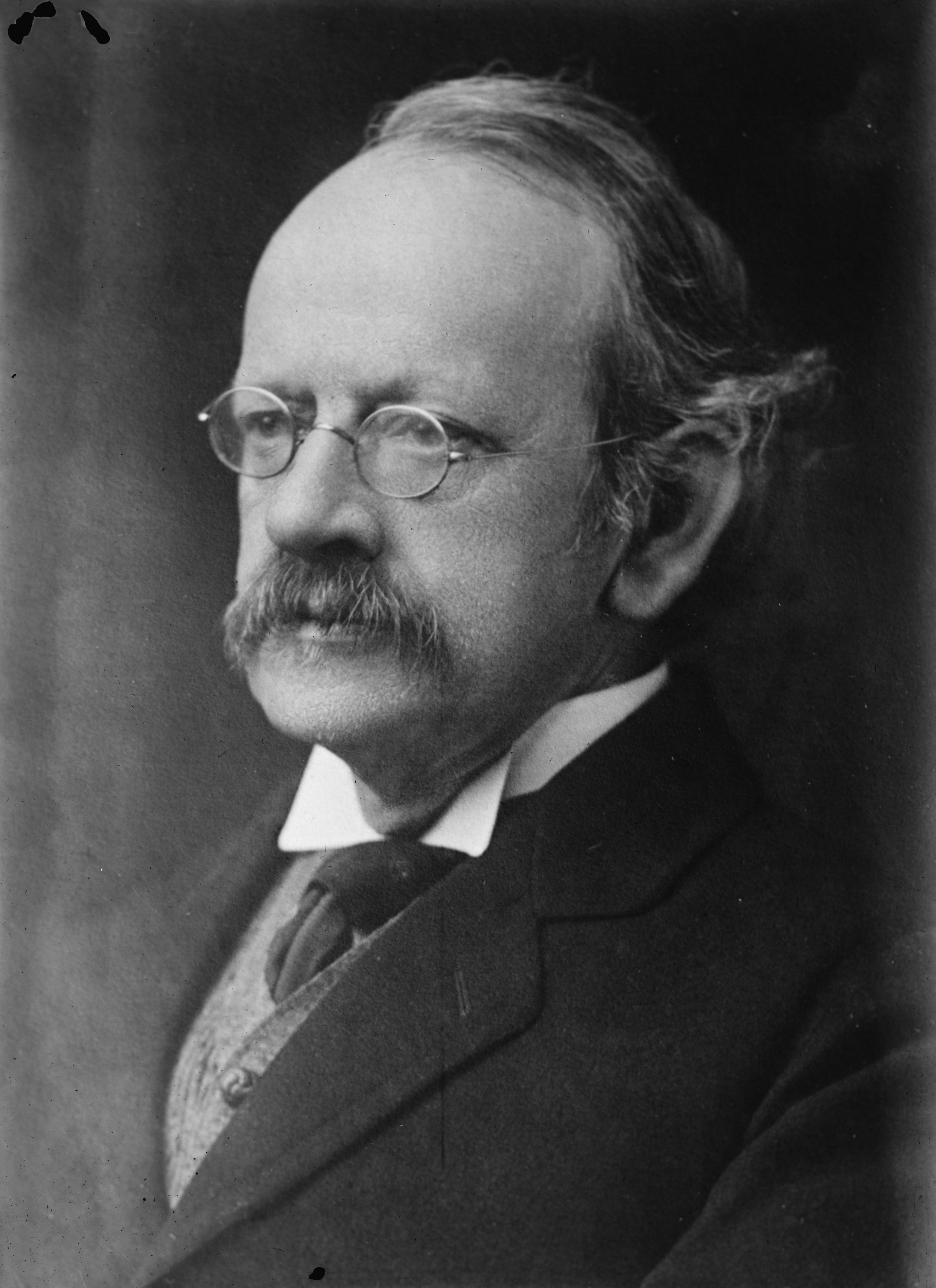
Joseph John Thomson (* 18. prosince)

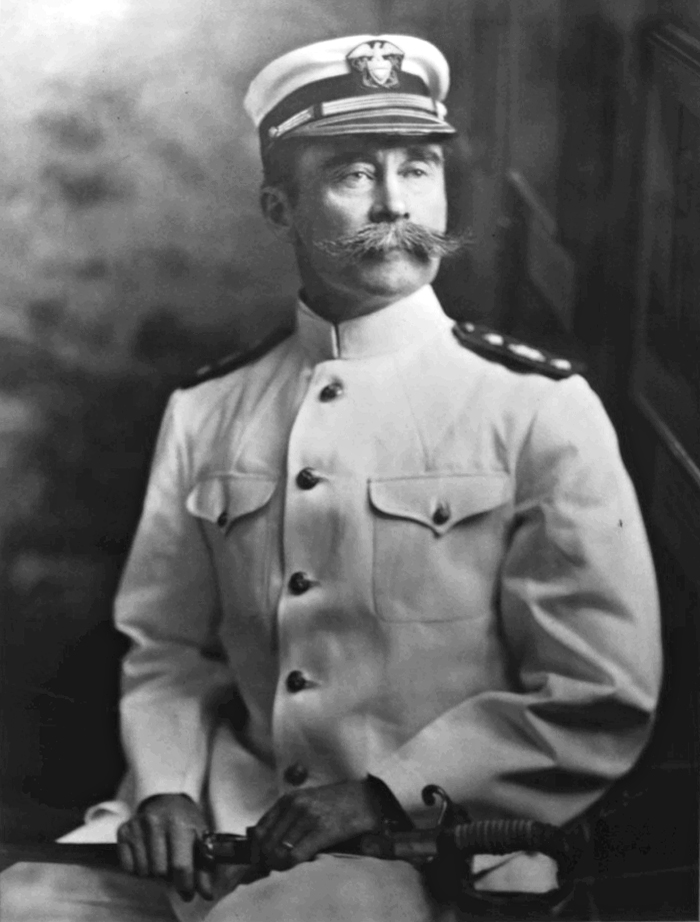
Robert Peary (* 6. května)

- 12. ledna – John Singer Sargent, americký malíř († 14. dubna 1925)
- 29. ledna – Aleksander Brückner, polský jazykovědec († 24. května 1939)
- 8. února – Paul Nadar, francouzský fotograf († 1. září 1939)
- 12. února – Eduard von Böhm-Ermolli, rakouský polní maršál († 9. prosince 1941)
- 15. února – Emil Kraepelin, německý psychiatr († 7. října 1926)
- 17. února – Frederic Eugene Ives, americký fotograf a vynálezce († 27. května 1937)
- 21. února – Henrik Petrus Berlage, nizozemský architekt († 12. srpna 1934)
- 25. února – Karl Lamprecht, německý historik († 10. května 1915)
- 27. února – Isabela z Croy, rakouská arcivévodkyně († 5. září 1931)
- 15. března – Achille Locatelli, italský kardinál († 5. dubna 1935)
- 16. března – Alexandr Kovaňko, pilot, konstruktér letadel († 19. dubna 1919)
- 17. března – Michail Vrubel, ruský malíř († 14. dubna 1910)
- 18. března – Alexandr Petrovič Izvolskij, ministr zahraničí carského Ruska († 16. srpna 1919)
- 20. března – Frederick Winslow Taylor, americký manažer († 21. března 1915)
- 5. dubna – Booker T. Washington, americký politik, pedagog a spisovatel († 14. listopadu 1915)
- 6. dubna – Maurice Sarrail, francouzský generál († 23. března 1929)
- 15. dubna – Adam Clark Vroman, americký fotograf († 24. července 1916)
- 24. dubna – Philippe Pétain, francouzský maršál († 23. července 1951)
- 1. května – Jean Gilletta, francouzský fotograf († 4. února 1933)
- 6. května
  - Sigmund Freud, zakladatel psychoanalýzy († 23. září 1939)
  - Kazuo Hatojama, japonský politik († 3. října 1911)
  - Robert Peary, americký polárník († 20. února 1920)
- 13. května – Peter Henry Emerson, britský fotograf († 12. května 1936)
- 15. května – Lyman Frank Baum, americký spisovatel († 6. května 1919)
- 22. května – Emilio Rabasa, chiapasský romanopisec, advokát a politik († 25. dubna 1930)
- 25. května – Ján Bahýľ, slovenský konstruktér a vynálezce († 13. března 1915)
- 28. května – Filippo Rinaldi, rector major salesiánů († 5. prosince 1931)
- 1. června – Ernst Lecher, rakouský fyzik († 19. července 1926)
- 4. června – Bedřich Rakousko-Těšínský, vrchní velitel rakouské armády (markýz Gero) († 30. prosince 1936)
- 8. června – Gevheri Kadınefendi, pátá manželka osmanského sultána Abdulazize († 6. září 1884)
- 9. června – Aharon David Gordon, sionistický aktivista a teoretik († 22. února 1922)
- 14. června
  - Dimitr Blagoev, bulharský politik († 7. května 1924)
  - Andrej Markov, ruský matematik († 20. července 1922)
- 21. června
  - Alajos Stróbl, uherský sochař slovenského původu († 13. prosince 1926)
  - Friedrich Kluge, německý etymolog († 21. května 1926)
- 22. června – Henry Rider Haggard, anglický spisovatel († 14. května 1925)
- 4. července – Edmund Téry, uherský lékař a horolezec († 11. září 1917)
- 10. července – Nikola Tesla, americký fyzik srbského původu († 7. ledna 1943)
- 12. července – Gisela Habsbursko-Lotrinská, rakouská arcivévodkyně († 27. července 1932)
- 21. července – Rudolf Otto von Ottenfeld, rakouský malíř a pedagog († 26. července 1913)
- 23. července – Bál Gangádhar Tilak, představitel indického hnutí za nezávislost († 1. srpna 1920)
- 24. července – Émile Picard, francouzský matematik († 11. prosince 1941)
- 26. července – George Bernard Shaw, anglický spisovatel, nositel Nobelovy ceny († 2. listopadu 1950)
- 30. července – Mediha Sultan, osmanská princezna a dcera sultána Abdulmecida I. († 7. listopadu 1928)
- 10. srpna – Nikolaj Ťutčev, ruský revolucionář († 18. ledna 1924)
- 18. srpna – Achad ha-Am, židovský esejista († 2. ledna 1927)
- 20. srpna – Jakub Bart-Ćišinski, lužickosrbský spisovatel († 16. října 1909)
- 24. srpna
  - Samuel Czambel, slovenský jazykovědec a překladatel († 18. prosince 1909)
  - Felix Josef von Mottl, rakouský dirigent a skladatel († 2. července 1911)
- 26. srpna – Mansuet Kosel, ministr financí Předlitavska († 22. srpna 1919)
- 27. srpna
  - Ivan Franko, ukrajinský spisovatel († 28. května 1916)
  - Hans Christian Cornelius Mortensen, dánský ornitolog († 7. června 1921)
- 30. srpna – Carl Runge, německý matematik a fyzik († 3. ledna 1927)
- 1. září
  - Innokentij Fjodorovič Anněnskij, ruský symbolistický básník († 13. prosince 1909)
  - Louis-Ernest Dubois, kardinál a arcibiskup pařížský († 23. září 1929)
- 3. září – Louis Sullivan, americký architekt († 14. dubna 1924)
- 15. září – Ferdinand Maria Heinrich von Buquoy, ministr zemědělství Předlitavska († 27. září 1909)
- 16. září – Wilhelm von Gloeden, německý fotograf († 16. února 1931)
- 27. září – Carl Peters, německý koloniální podnikatel a cestovatel († 10. září 1918)
- 1. října – Albert Eichhorn, německý historik náboženství († 3. srpna 1926)
- 9. října – Ludwig Hatschek, rakouský průmyslník († 15. července 1914)
- 14. října – Vernon Lee, britská spisovatelka († 13. února 1935)
- 17. října – Julij Šokalskij, ruský oceánograf, geograf a kartograf († 26. března 1940)
- 25. října – Paul d'Ivoi, francouzský spisovatel († 6. září 1915)
- 28. října – Mary Steen, dánská fotografka († 7. dubna 1939)
- 13. listopadu
  - Heinrich Teweles, pražský německý novinář, spisovatel, dramatik a divadelní ředitel († 9. srpna 1927)
  - Louis Brandeis, soudce Nejvyššího soudu Spojených států amerických († 5. října 1941)
- 15. listopadu – Jozef Danielak, slovenský kněz, filolog a publicista († 5. prosince 1883)
- 18. listopadu – Nikolaj Nikolajevič Romanov, velkokníže ruský, nejvyšší velitel armády († 5. ledna 1929)
- 19. listopadu – Semjon Zinovjevič Alapin, ruský šachový mistr († 15. července 1923)
- 2. prosince – Louis Zutter, gymnasta, první švýcarský olympijský vítěz († 10. listopadu 1946)
- 11. prosince – Ferdinand von Scholz, generálmajor rakousko-uherské armády († 16. dubna 1922)
- 13. prosince – Svetozar Borojević von Bojna, rakousko-uherský polní maršál († 23. května 1920)
- 18. prosince – Joseph John Thomson, anglický fyzik († 30. srpna 1940)
- 22. prosince – Frank B. Kellogg, americký politik, nositel Nobelovy ceny († 21. prosince 1937)
- 27. prosince – André Gedalge, francouzský hudební skladatel a pedagog († 5. února 1926)
- 28. prosince – Woodrow Wilson, americký prezident († 3. února 1924)
- neznámé datum
  - Árif ad-Dadžání, palestinský starosta Jeruzaléma († 14. dubna 1930)
  - Bertrand Auerbach, francouzský geograf a historik († 1942)
  - Naftali Herz Imber, židovský básník († 8. října 1909)
  - Kózaburó Tamamura, japonský fotograf († 1923)
  - Mario Nunes Vais, italský fotograf († 1932)
  - Mahmud Ševket Paša, osmanský generál († 11. června 1913)
  - Amelia Van Buren, americká fotografka († 1942)
  - Patsy Cornwallis-West, irská herečka a milenka krále Eduarda VII. († 21. července 1920)

## Úmrtí

### Česko

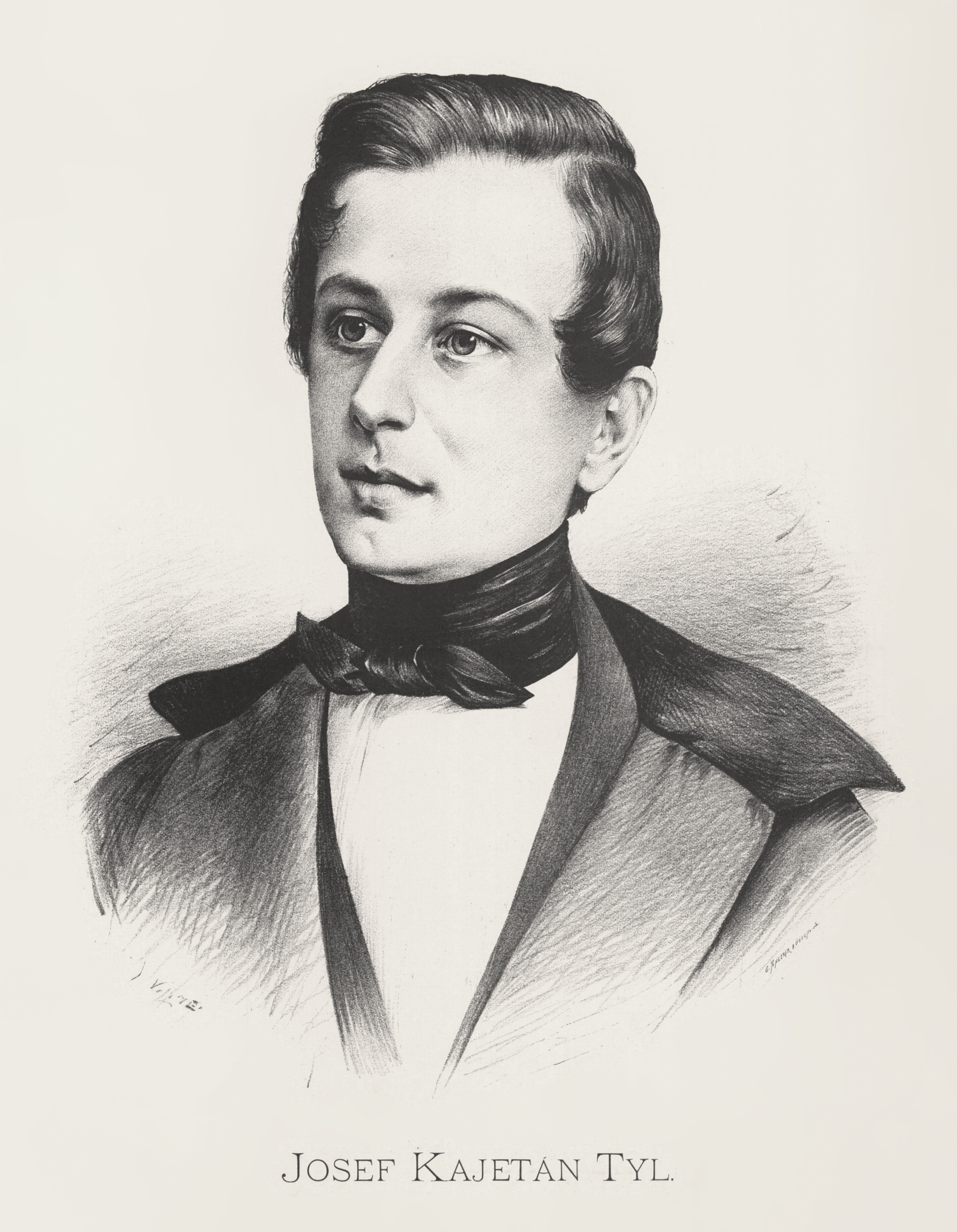
Josef Kajetán Tyl († 11. července)

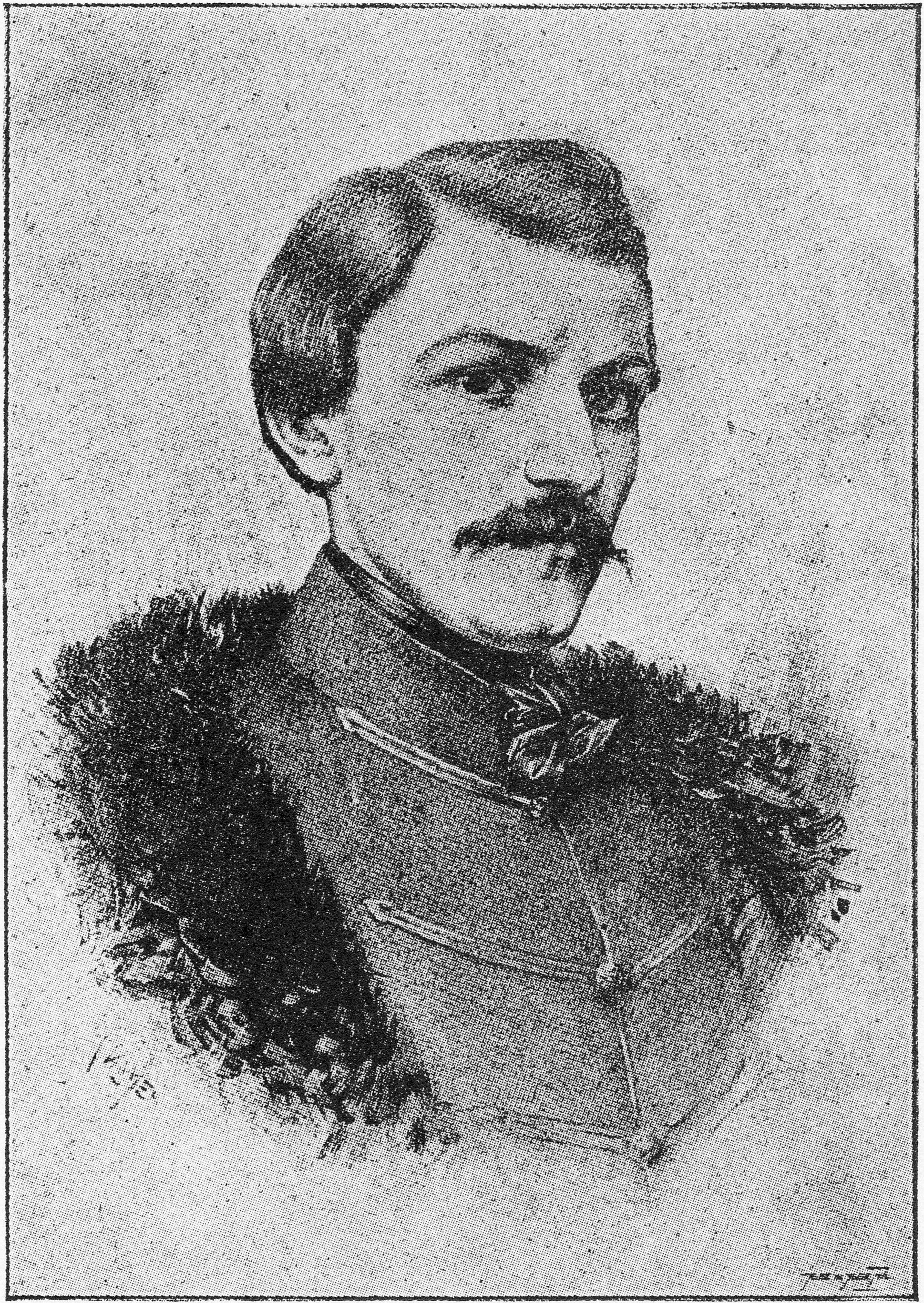
Karel Havlíček Borovský († 29. července)

- 1. ledna – Josef Myslimír Ludvík, kněz, historik a spisovatel (* 22. dubna 1796)
- 1. března – Josef Arnošt Ryba, oční lékař (* 21. února 1795)
- 9. března – František Tadeáš Blatt, klarinetista, skladatel a hudební pedagog (* 1793)
- 26. března – Johann Schroth, přírodní léčitel, zakladatel lázní Lipová (* 11. února 1798)
- 31. března – Matěj Milota Zdirad Polák, básník (* 14. února 1788)
- 17. května – Karel Inzaghi, nejvyšší český a první rakouský kancléř (* 5. prosince 1777)
- 5. dubna – František Horčička, restaurátor, umělecký znalec a malíř (* 1776)
- 6. dubna – Hugo Václav Seykora, katolický kněz, knihovník, malíř, restaurátor (* 26. listopadu 1793)
- 6. června – Václav Bojer, botanik a cestovatel (* 23. září 1795)
- 21. června – Václav Frost, kněz, pedagog a průkopník bilingvální výuky neslyšících (* 4. února 1814)
- 11. července – Josef Kajetán Tyl, dramatik a spisovatel (* 4. února 1808)
- 29. července – Karel Havlíček Borovský, český spisovatel, novinář a politik(* 31. říjen 1821)
- 22. listopadu – Antonín Strobach, právník a politik (* 3. června 1814)
- neznámé datum – Karel Bellmann, pražský zvonař (* 1783)

### Svět

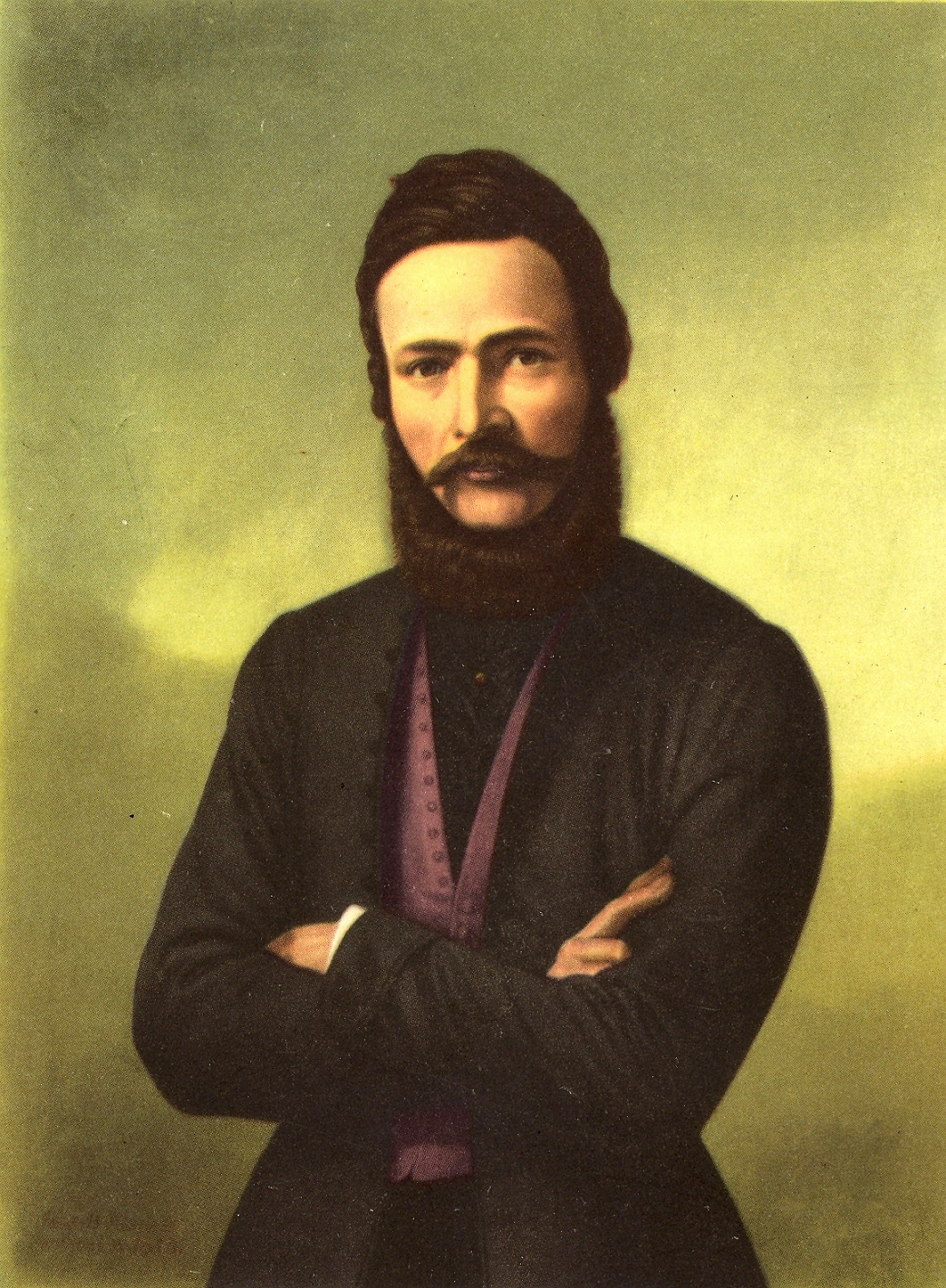
Ľudovít Štúr († 12. ledna)

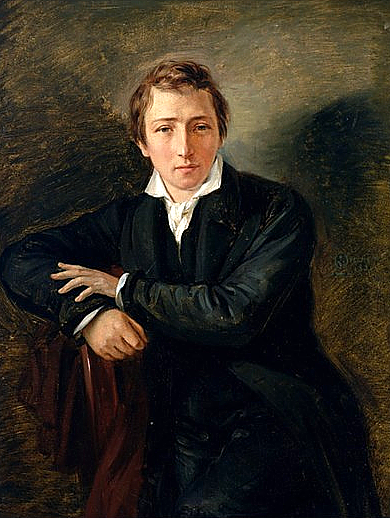
Heinrich Heine († 17. února)

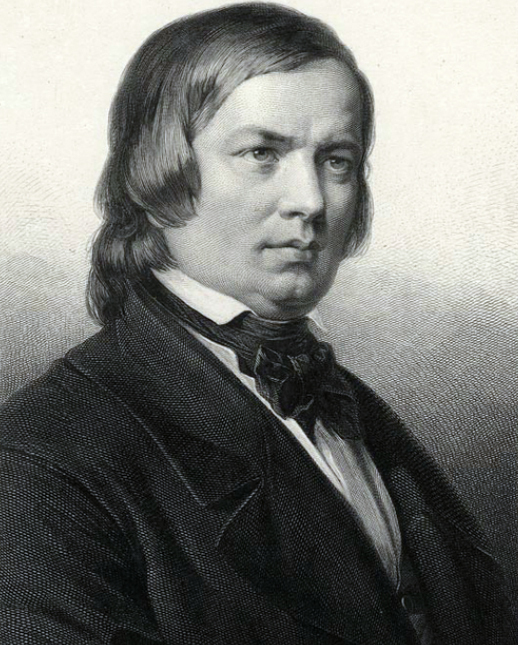
Robert Schumann († 29. července)

- 5. ledna – Pierre Jean David d'Angers, francouzský sochař (* 12. března 1788)
- 6. ledna – Nicolas-Charles Bochsa, francouzský harfeník, skladatel a dirigent (* 9. srpna 1789)
- 12. ledna – Ľudovít Štúr, slovenský politik, jazykovědec, učitel, spisovatel a novinář (* 29. října 1815)
- 14. ledna – Janko Drašković, chorvatský národní buditel, politik, básník (20. října 1770)
- 31. ledna – Khädub Gjamccho, 11. tibetský dalajláma (* 19. prosince 1838)
- 1. února – Ivan Fjodorovič Paskevič, generál, polní maršál ruské armády (* 8. srpna 1782)
- 10. února – William Henry Sleeman, britský voják a koloniální úředník (* 8. srpna 1788)
- 17. února
  - John Braham, anglický operní pěvec (* 1774)
  - Heinrich Heine, německý básník (* 13. prosince 1797)
- 24. února – Nikolaj Ivanovič Lobačevskij, ruský matematik (* 1. prosince 1792)
- 25. února – George Don, skotský botanik (* 17. května 1798)
- 26. dubna – Petr Čaadajev, ruský křesťanský filosof a politický myslitel (* 7. června 1794)
- 3. května – Adolphe Adam, francouzský hudební skladatel (* 24. července 1803)
- 6. května – William Hamilton, skotský filozof a logik (* 8. března 1788)
- 25. června – Max Stirner, německý filozof (* 25. října 1806)
- 9. července – Amedeo Avogadro, italský fyzik (* 9. srpna 1776)
- 21. července – Emil Aarestrup, dánský básník (* 4. prosince 1800)
- 29. července – Robert Schumann, německý skladatel (* 8. června 1810)
- 24. srpna – William Buckland, britský geolog a paleontolog (* 12. března 1784)
- 1. září
  - William Yarrell, anglický přírodovědec (* 3. června 1784)
  - Christian Friedrich Bernhard Augustin, evangelický teolog, spisovatel a historik (* 28. listopadu 1771)
- 2. září – Jang Siou-čching, vůdce povstání tchaj-pchingů (* 1821)
- 6. září – Jean de la Hire, francouzský spisovatel (* 28. ledna 1878)
- 8. října – Théodore Chassériau, francouzský malíř (* 20. září 1819)
- 12. října – Jean-Marie Bachelot de La Pylaie, francouzský botanik, archeolog a cestovatel (* 25. května 1786)
- 19. října – Saíd bin Sultán, ománský vládce (* 5. června 1797)
- 4. listopadu – Paul Delaroche, francouzský malíř (* 17. července 1797)
- 9. listopadu – Étienne Cabet, francouzský politik (* 1. ledna 1788
- 28. listopadu – Jan Křtitel Peteani ze Steinbergu, rakouský kněz a pedagog činný v Olomouci (* 1783)
- 7. prosince – Christoph Friedrich Otto, německý botanik (* 4. prosince 1783)

## Hlavy států
- Francie – Napoleon III. (1852–1870)
- Království obojí Sicílie – Ferdinand II. (1830–1859)
- Osmanská říše – Abdülmecid I. (1839–1861)
- Prusko – Fridrich Vilém IV. (1840–1861)
- Rakouské císařství – František Josef I. (1848–1916)
- Rusko – Alexandr II. (1855–1881)
- Spojené království – Viktorie (1837–1901)
- Španělsko – Isabela II. (1833–1868)
- Švédsko – Oskar I. (1844–1859)
- USA – Franklin Pierce (1853–1857)
- Papež – Pius IX. (1846–1878)
- Japonsko – Kómei (1846–1867)
- Lombardsko-benátské království – Josef Radecký